# Lijst van vlaggen van Kroatische gemeenten
Dit artikel bevat een lijst van vlaggen van Kroatische gemeenten, gesorteerd per provincie. Kroatië is verdeeld in 426 (plattelands-)gemeenten (Općine, enkelvoud Općina) en 128 gemeenten met de status van stad hebben (Gradova, enkelvoud Grad).

## Bjelovar-Bilogora

Berek
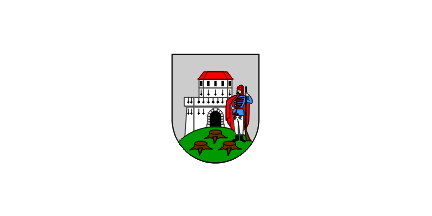
Bjelovar
Čazma
Daruvar
Dežanovac
Đulovac
Garešnica
Grubišno Polje
Hercegovac
Ivanska
Kapela
Končanica
Nova Rača
Rovišće
Severin
Sirač
Šandrovac
Štefanje
Velika Pisanica
Velika Trnovitica
Veliki Grđevac
Veliko Trojstvo
Zrinski Topolovac

## Brod-Posavina

Bebrina
Brodski Stupnik
Bukovlje
Cernik
Davor
Donji Andrijevci
Dragalić
Garčin
Gornja Vrba
Gornji Bogićevci
Gundinci
Klakar
Nova Gradiška
Nova Kapela
Okučani
Oprisavci
Oriovac
Podcrkavlje
Rešetari
Sibinj
Sikirevci
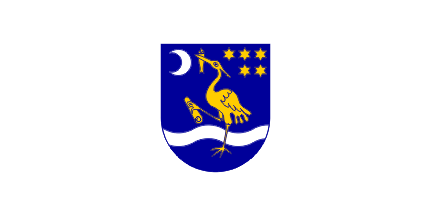
Slavonski Brod
Slavonski Šamac
Stara Gradiška
Staro Petrovo Selo
Velika Kopanica
Vrbje
Vrpolje

## Dubrovnik-Neretva

Blato
Dubrovačko Primorje
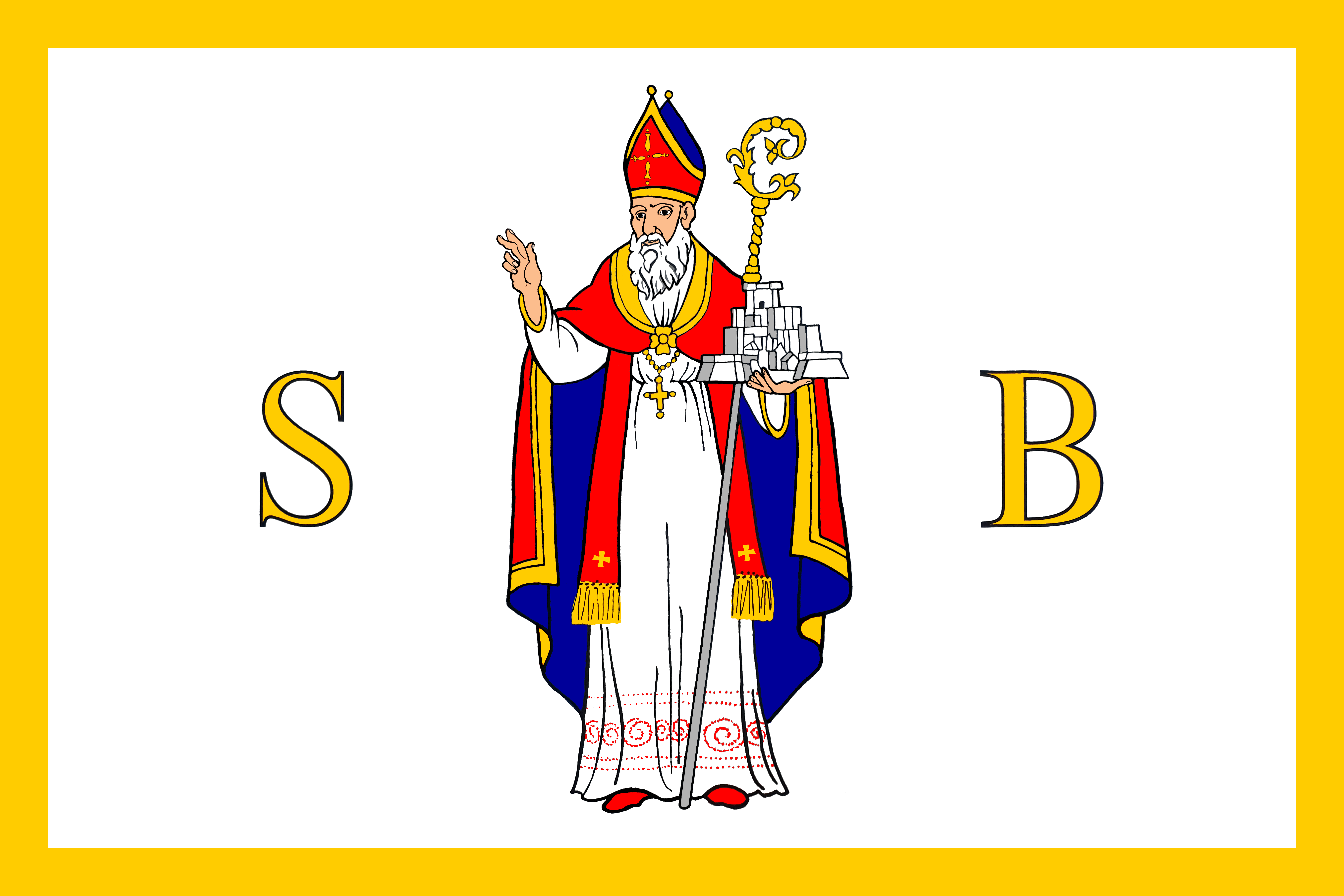
Dubrovnik: Vlag
Janjina
Konavle
Korčula
Kula Norinska
Lastovo
Lumbarda
Metković
Mljet
Opuzen
Orebić
Ploče
Pojezerje
Slivno
Smokvica
Ston
Trpanj
Vela Luka
Zažablje
Župa Dubrovačka

## Istrië

Bale
Barban
Brtonigla
Buje
Buzet
Cerovlje
Fažana
Funtana
Gračišće
Grožnjan
Kanfanar
Karojba
Kaštelir-Labinci
Kršan
Labin
Lanišće
Ližnjan
Lupoglav
Marčana
Medulin
Motovun
Novigrad
Oprtalj
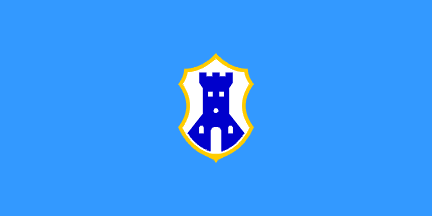
Pazin
Pićan
Poreč
Pula
Raša
Rovinj
Sveta Nedelja
Sveti Lovreč
Sveti Petar u Šumi
Svetvinčenat
Tar-Vabriga
Tinjan
Umag
Višnjan
Vižinada
Vodnjan
Vrsar
Žminj

## Karlovac

Barilović
Bosiljevo
Cetingrad
Draganić
Duga Resa
Generalski Stol
Josipdol
Kamanje
Karlovac
Krnjak
Lasinja
Netretić
Ogulin
Ozalj
Plaški
Rakovica
Ribnik
Saborsko
Slunj
Tounj
Vojnić
Žakanje

## Koprivnica-Križevci

Drnje
Đelekovec
Đurđevac
Ferdinandovac
Gola
Gornja Rijeka
Hlebine
Kalinovac
Kalnik
Kloštar Podravski
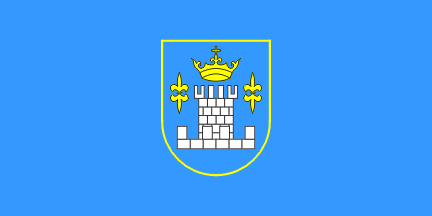
Koprivnica
Koprivnički Bregi
Koprivnički Ivanec
Križevci
Legrad
Molve
Novigrad Podravski
Novo Virje
Peteranec
Podravske Sesvete
Rasinja
Sokolovac
Sveti Ivan Žabno
Sveti Petar Orehovec
Virje

## Krapina-Zagorje

Bedekovčina
Budinščina
Desinić
Donja Stubica
Đurmanec
Gornja Stubica
Hrašćina
Hum na Sutli
Jesenje
Klanjec
Kraljevec na Sutli
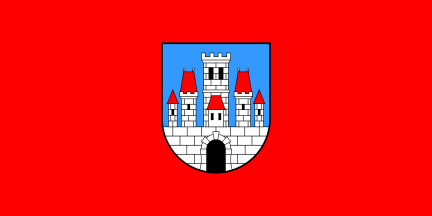
Krapina
Krapinske Toplice
Konjščina
Kumrovec
Lobor
Marija Bistrica
Mače
Mihovljan
Novi Golubovec
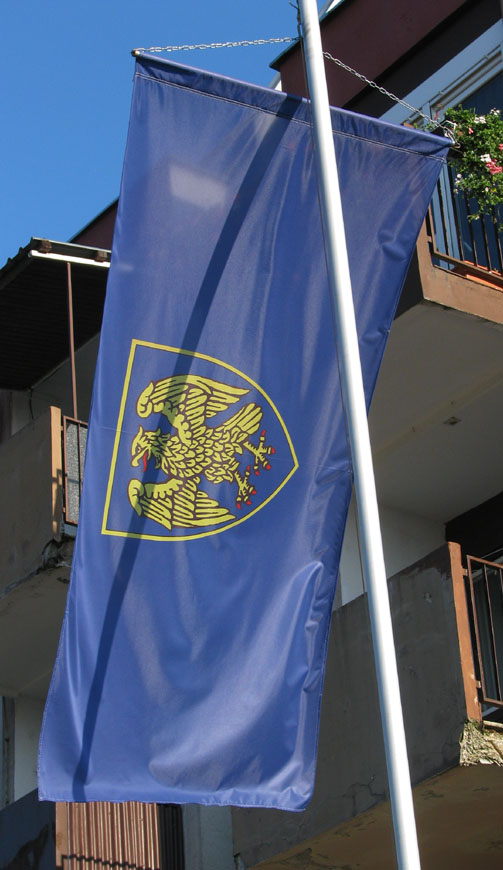
Oroslavje
Petrovsko
Pregrada
Radoboj
Sveti Križ Začretje
Stubičke Toplice
Tuhelj
Veliko Trgovišće
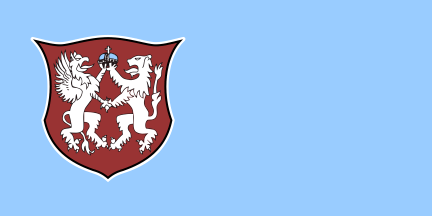
Zabok
Zagorska Sela
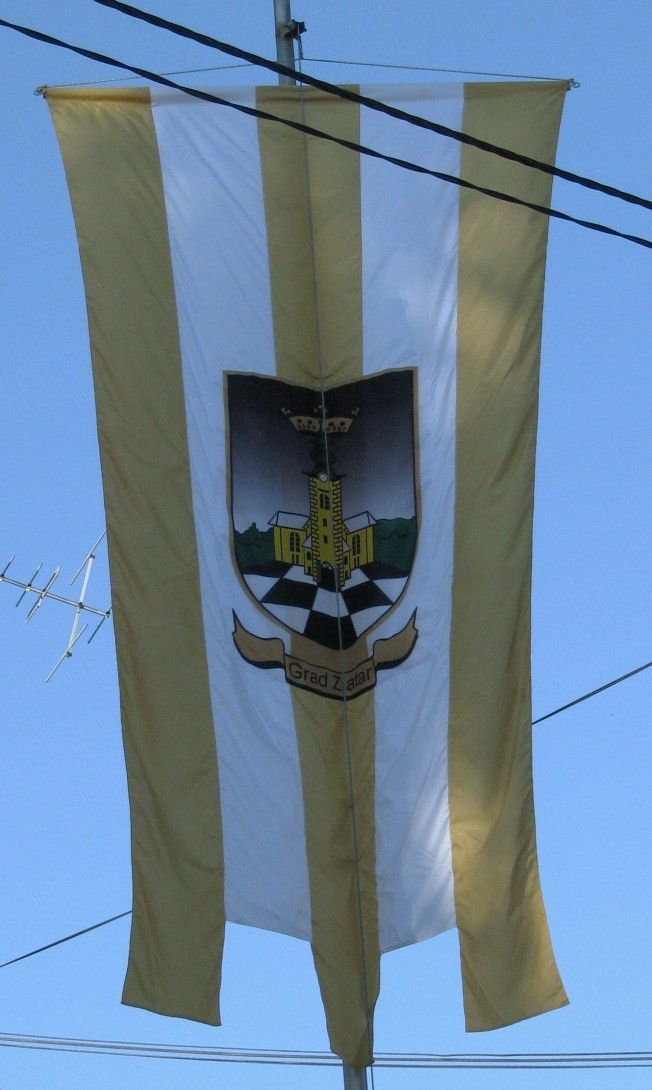
Zlatar
Zlatar-Bistrica

## Lika-Senj

Brinje
Donji Lapac
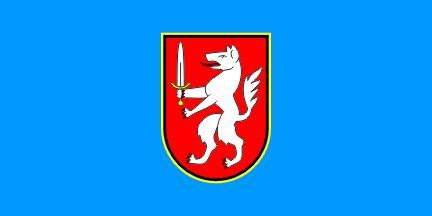
Gospić
Karlobag
Lovinac
Novalja
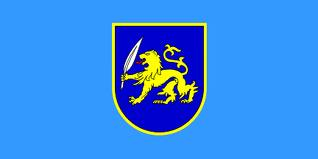
Perušić
Plitvička Jezera
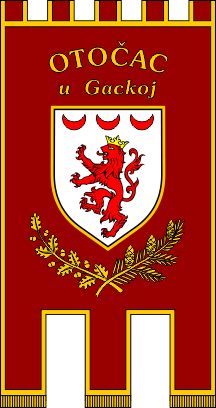
Otočac
Senj
Udbina
Vrhovine

## Međimurje

Belica
Čakovec
Dekanovec
Domašinec
Donja Dubrava
Donji Kraljevec
Donji Vidovec
Goričan
Gornji Mihaljevec
Kotoriba
Mala Subotica
Mursko Središće
Nedelišće
Orehovica
Podturen
Prelog
Pribislavec
Selnica
Strahoninec
Sveta Marija
Sveti Juraj na Bregu
Sveti Martin na Muri
Šenkovec
Štrigova
Vratišinec

## Osijek-Baranja

Antunovac
Beli Manastir
Belišće
Bilje
Bizovac
Čeminac
Čepin
Đakovo
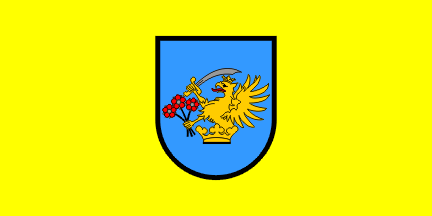
Darda
Donja Motičina
Donji Miholjac
Draž
Drenje
Đurđenovac
Erdut
Ernestinovo
Feričanci
Gorjani
Jagodnjak
Kneževi Vinogradi
Koška
Levanjska Varoš
Magadenovac
Marijanci
Našice
Osijek
Petlovac
Petrijevci
Podgorač
Podravska Moslavina
Popovac
Punitovci
Satnica Đakovačka
Semeljci
Strizivojna
Šodolovci
Trnava
Valpovo
Viljevo
Viškovci
Vladislavci
Vuka

## Požega-Slavonië

Brestovac
Čaglin
Jakšić
Kaptol
Kutjevo
Lipik
Pakrac
Pleternica
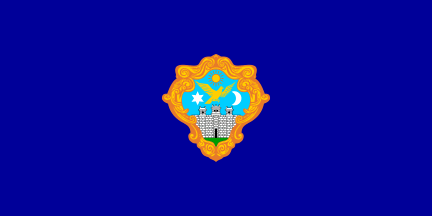
Požega
Velika

## Primorje-Gorski Kotar

Bakar
Baška
Brod Moravice
Cres
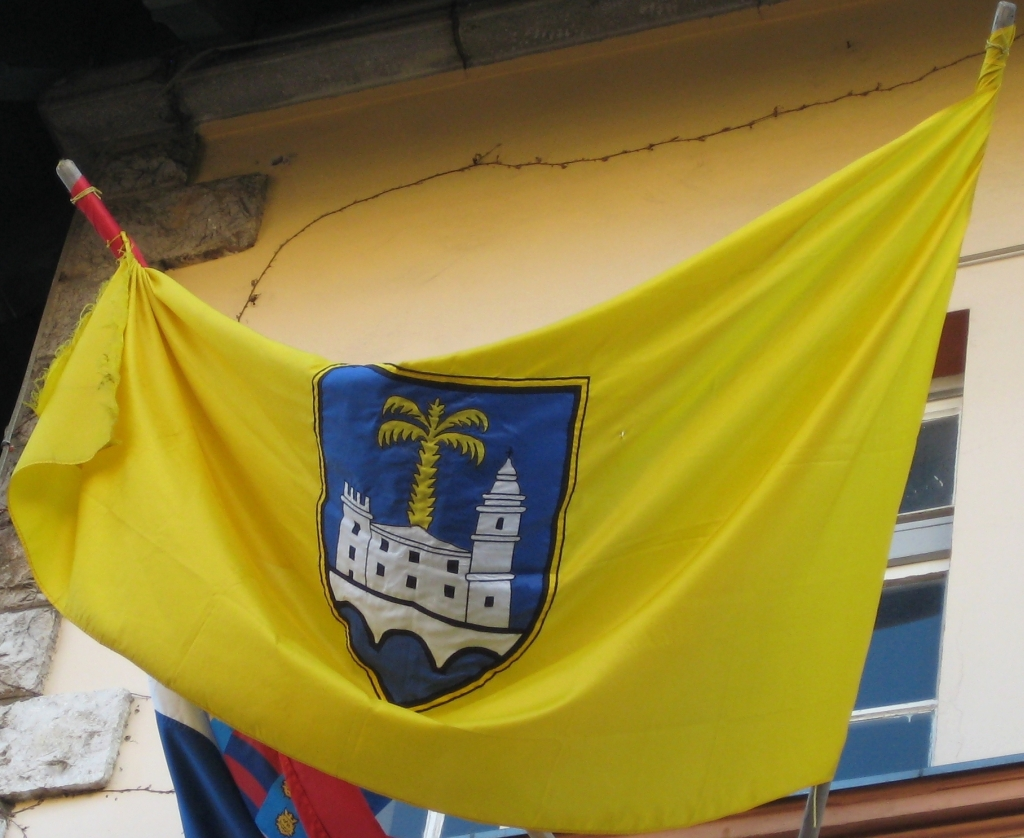
Crikvenica
Čabar
Čavle
Delnice
Dobrinj
Fužine
Jelenje
Kastav
Klana
Kostrena
Kraljevica
Krk
Lokve
Lopar
Lovran
Mali Lošinj
Malinska-Dubašnica
Matulji
Mošćenička Draga
Mrkopalj
Novi Vinodolski
Omišalj
Opatija
Punat
Rab
Ravna Gora
Rijeka: Vlag
Skrad
Vinodolska
Viškovo
Vrbnik
Vrbovsko

## Šibenik-Knin

Bilice
Biskupija
Civljane
Drniš
Ervenik
Kijevo
Kistanje
Knin
Murter-Kornati
Pirovac
Primošten
Promina
Rogoznica
Ružić
Skradin
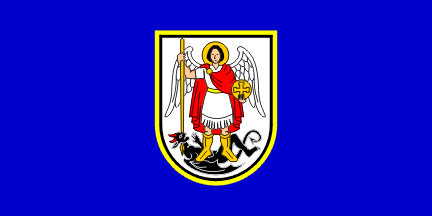
Šibenik
Tisno
Tribunj
Unešić
Vodice

## Sisak-Moslavina

Donji Kukuruzari
Dvor
Glina
Gvozd
Hrvatska Dubica
Hrvatska Kostajnica
Jasenovac
Kutina
Lekenik
Lipovljani
Majur
Martinska Ves
Novska
Petrinja
Popovača
Sisak
Sunja
Topusko
Velika Ludina

## Split-Dalmatië

Baška Voda
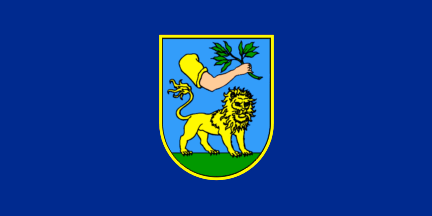
Bol
Brela
Cista Provo
Dicmo
Dugi Rat
Dugopolje
Gradac
Hrvace
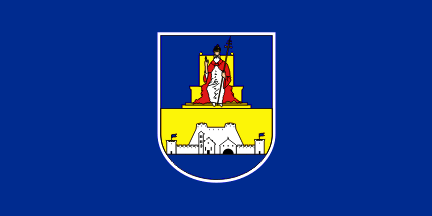
Hvar
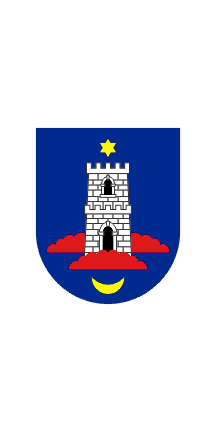
Imotski
Jelsa
Kaštela
Klis
Komiža
Lećevica
Lokvičići
Lovreć
Makarska
Marina
Milna
Muć
Nerežišća
Okrug
Omiš
Otok
Podbablje
Podgora
Podstrana
Postira
Prgomet
Prgomet
Proložac
Pučišća
Runovići
Seget
Selca
Sinj
Solin
Split: Vlag
Stari Grad
Sućuraj
Supetar
Sutivan
Šestanovac
Šolta
Trilj
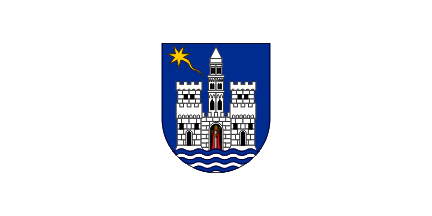
Trogir
Tučepi
Vis
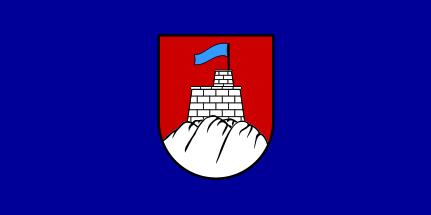
Vrgorac
Vrlika
Zadvarje
Zagvozd
Zmijavci

## Varaždin

Bednja
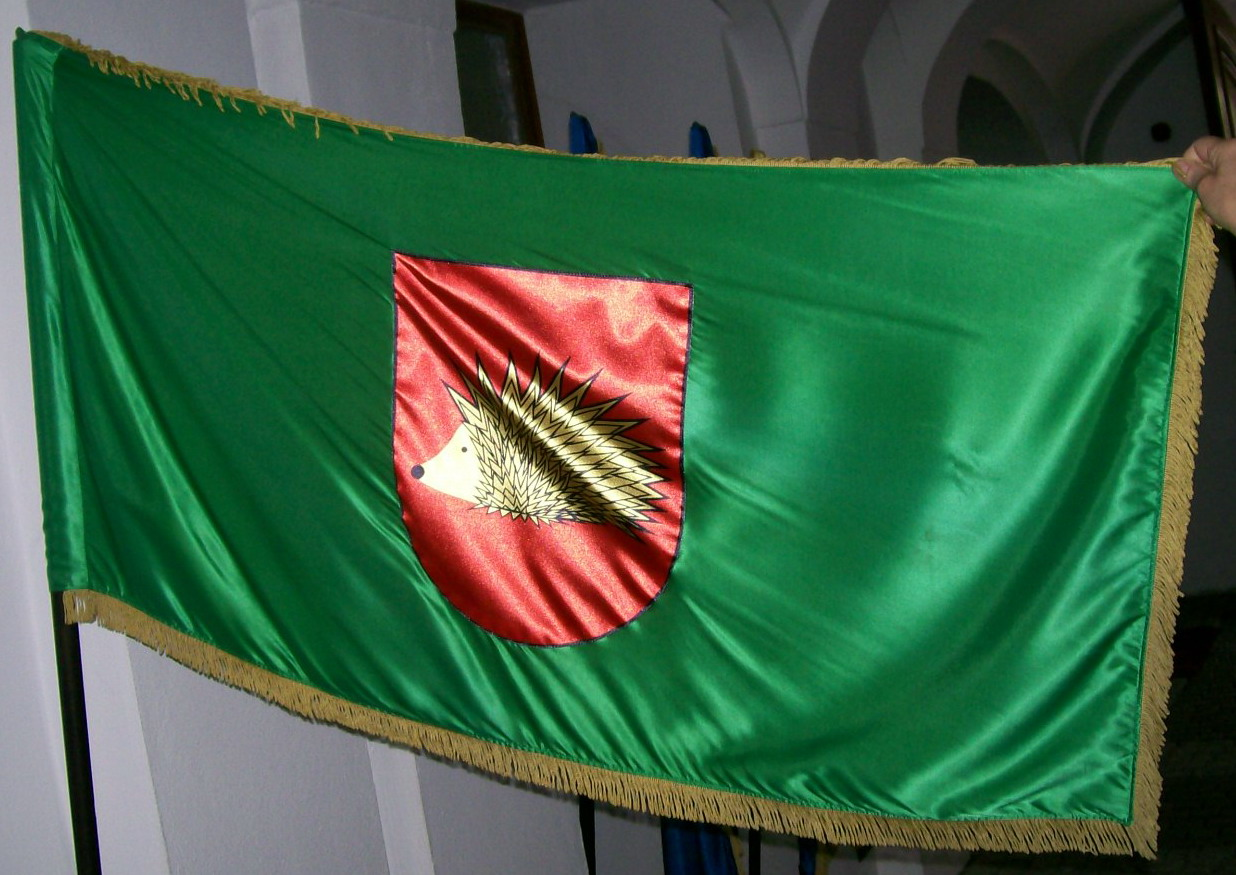
Beretinec
Breznica
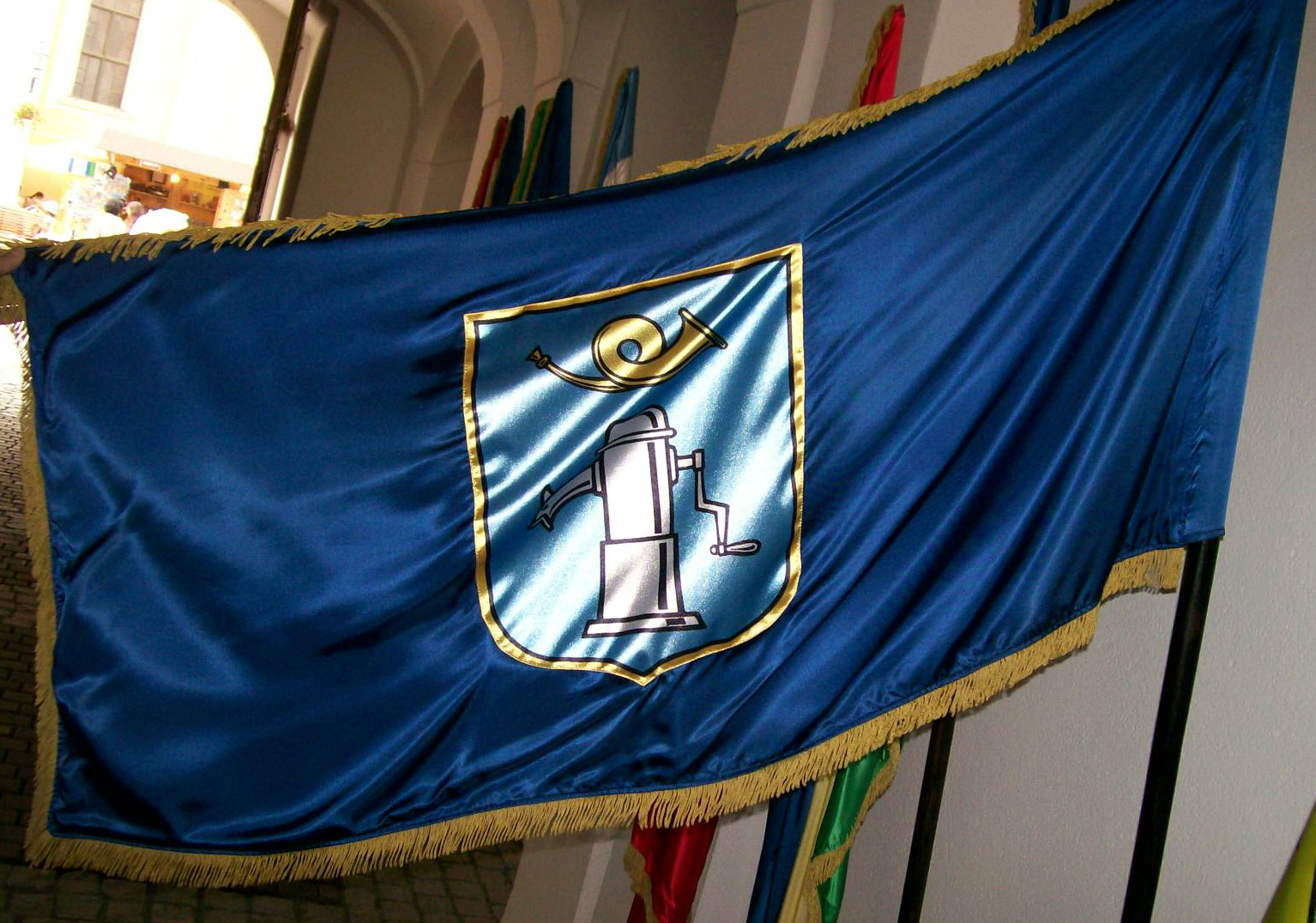
Breznički Hum
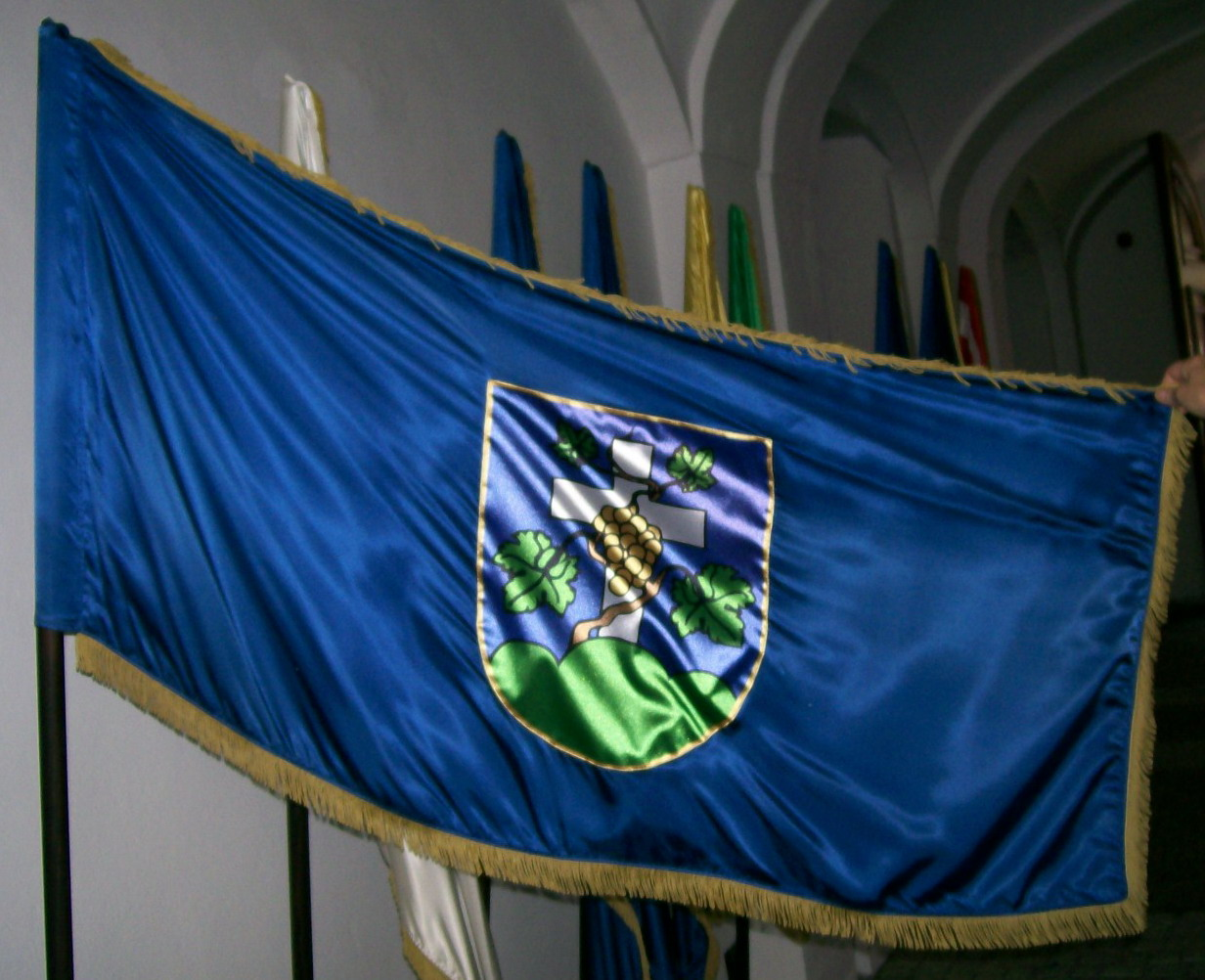
Cestica
Donja Voća
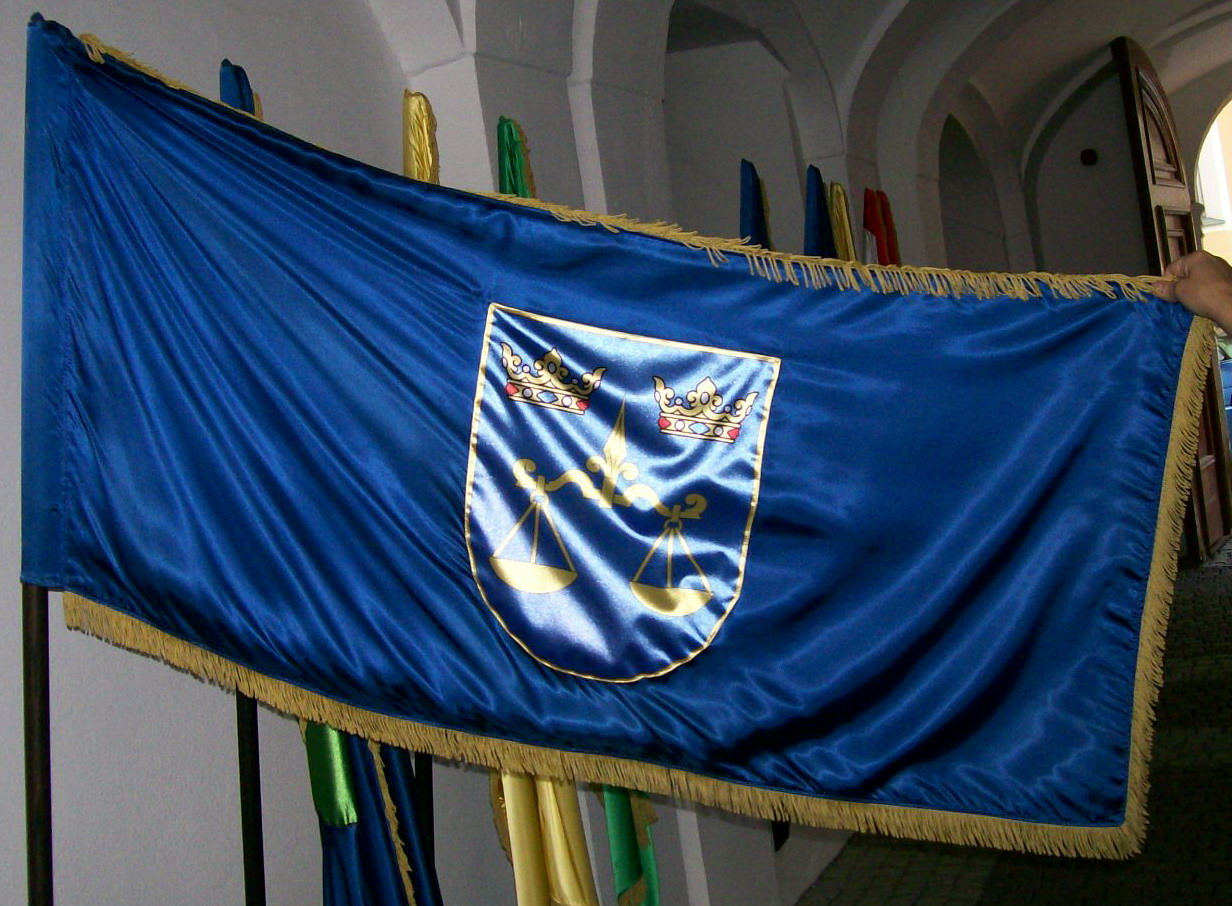
Gornji Kneginec
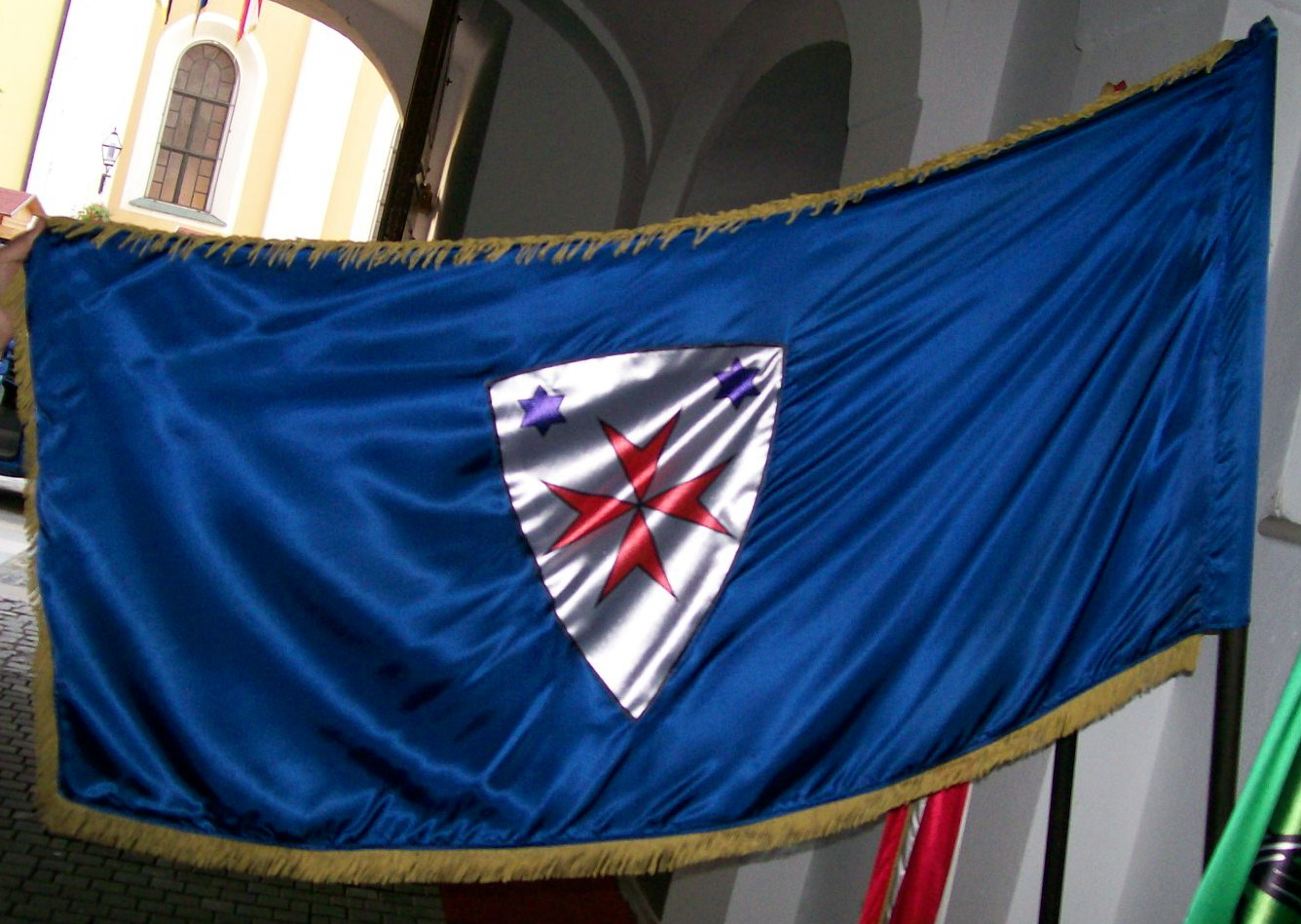
Ivanec
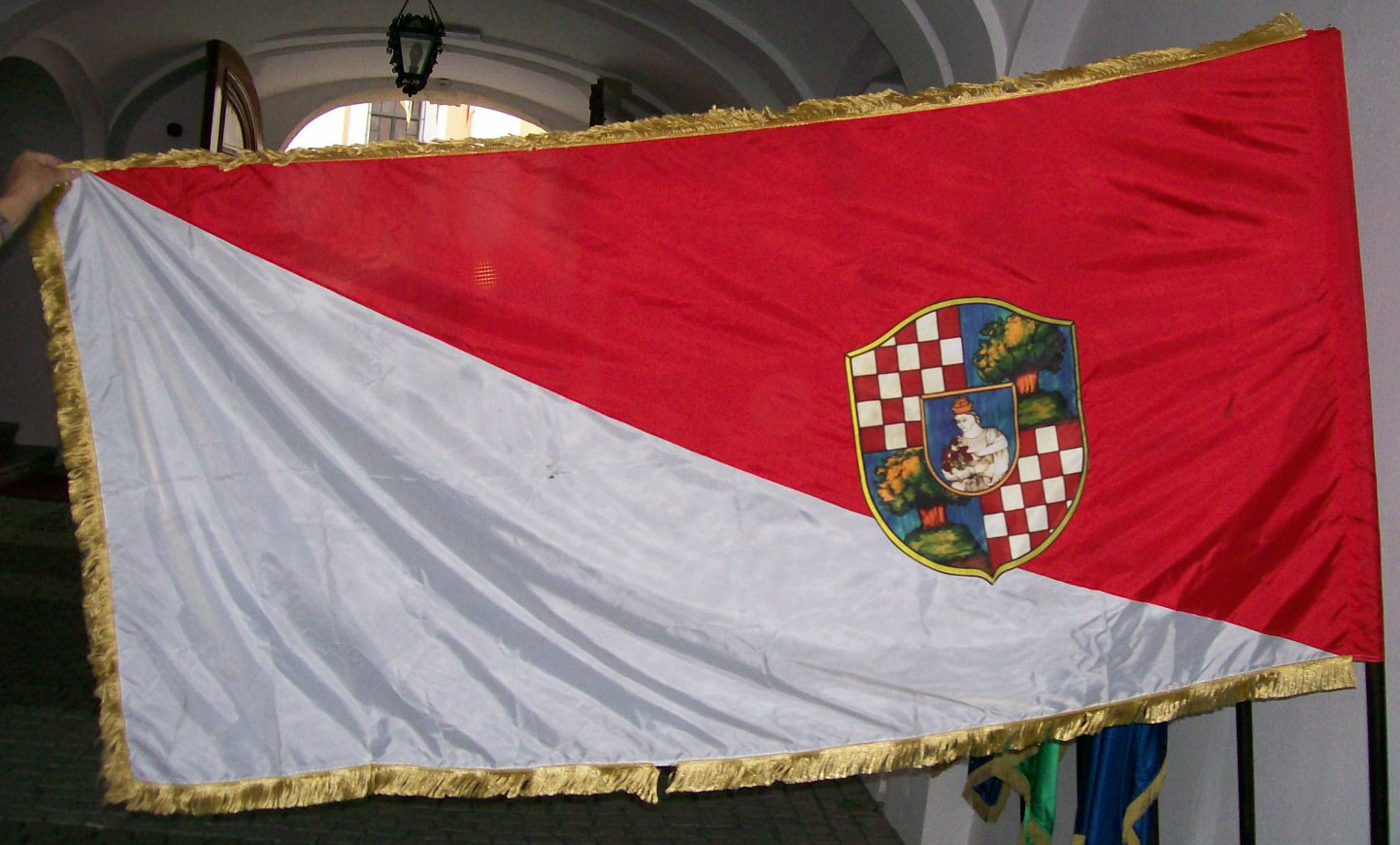
Jalžabet
Klenovnik
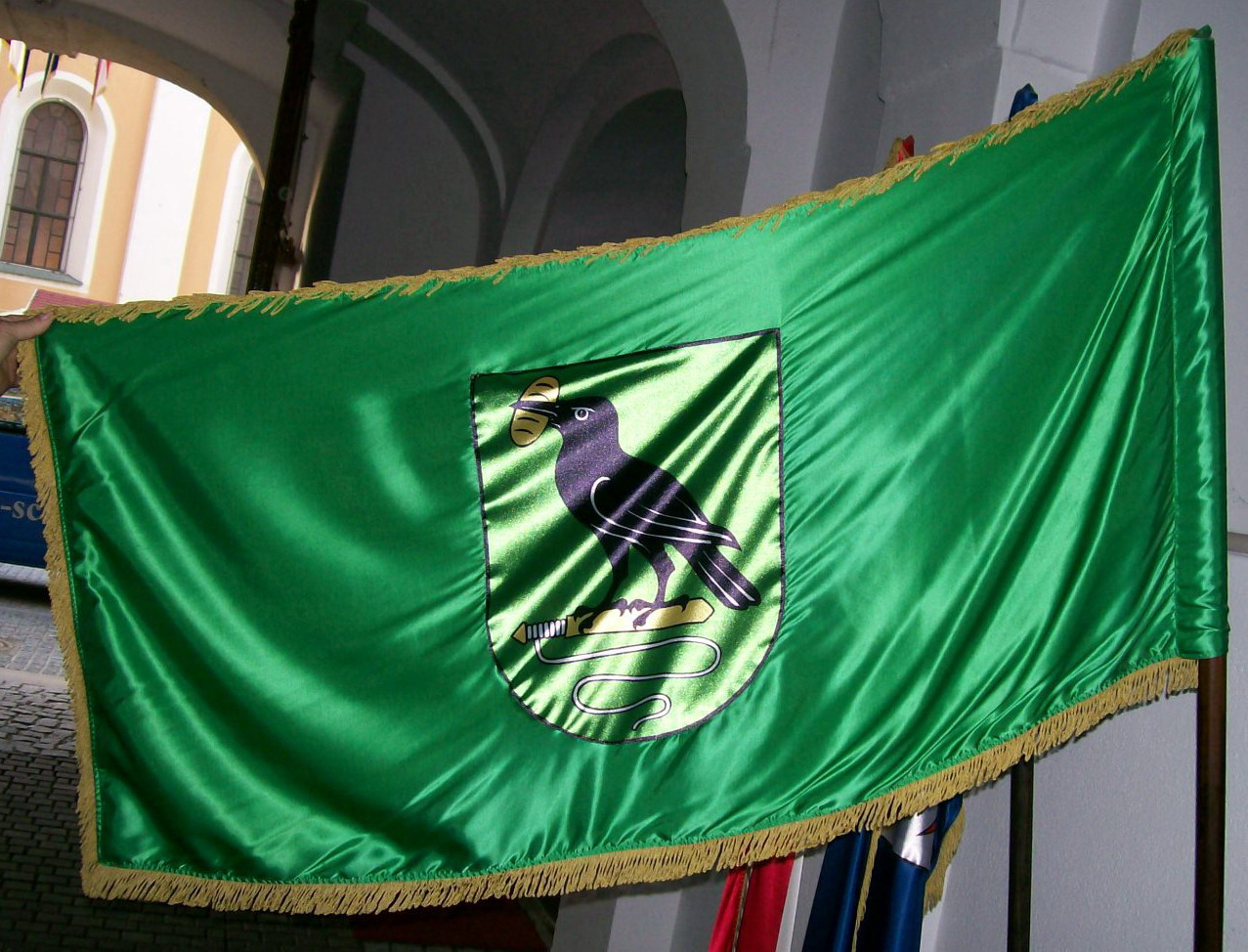
Lepoglava
Ljubešćica
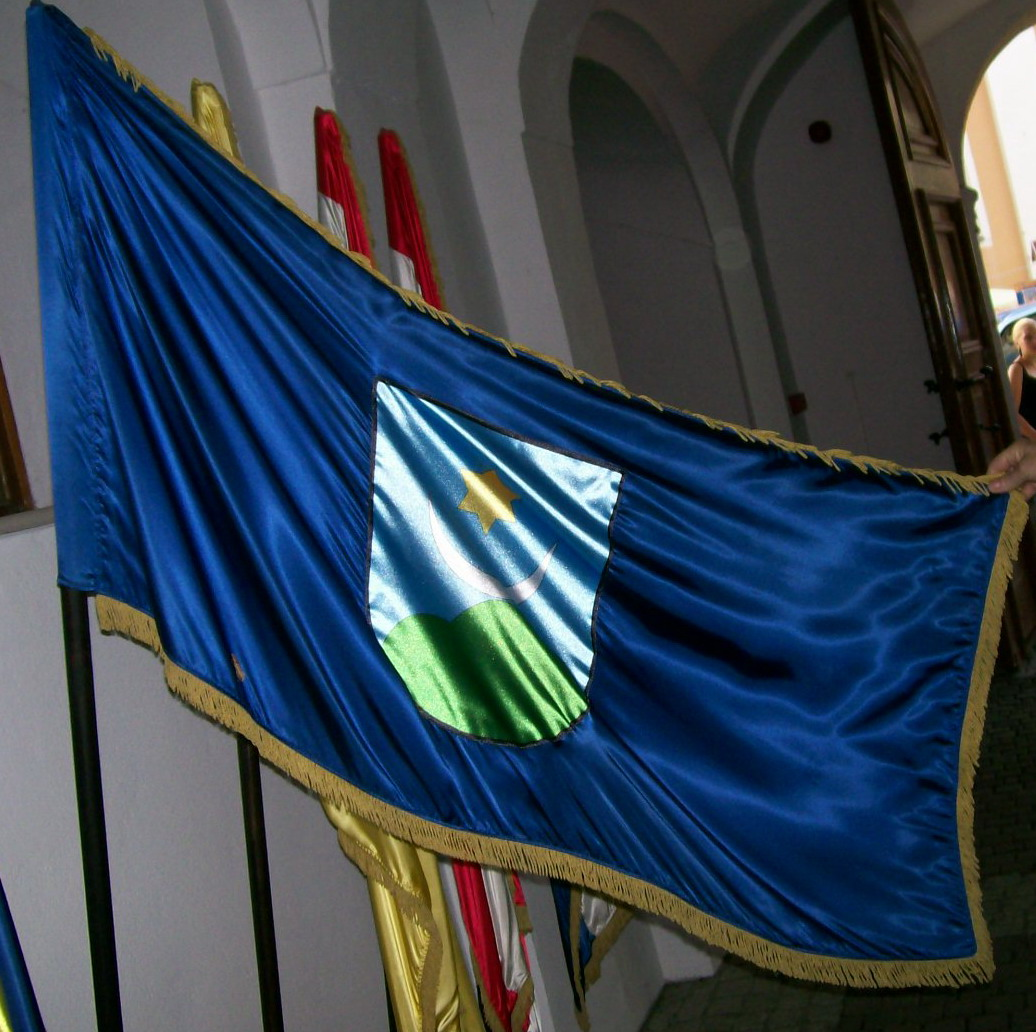
Ludbreg
Mali Bukovec
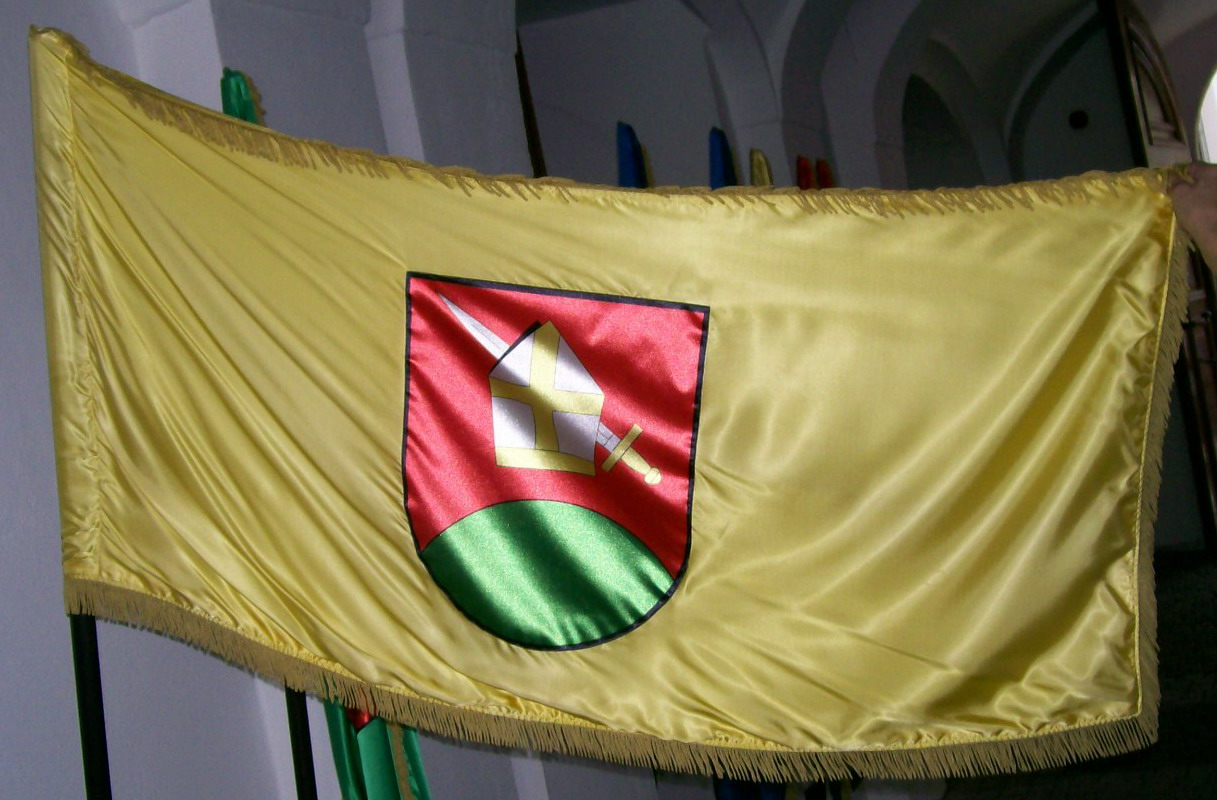
Martijanec
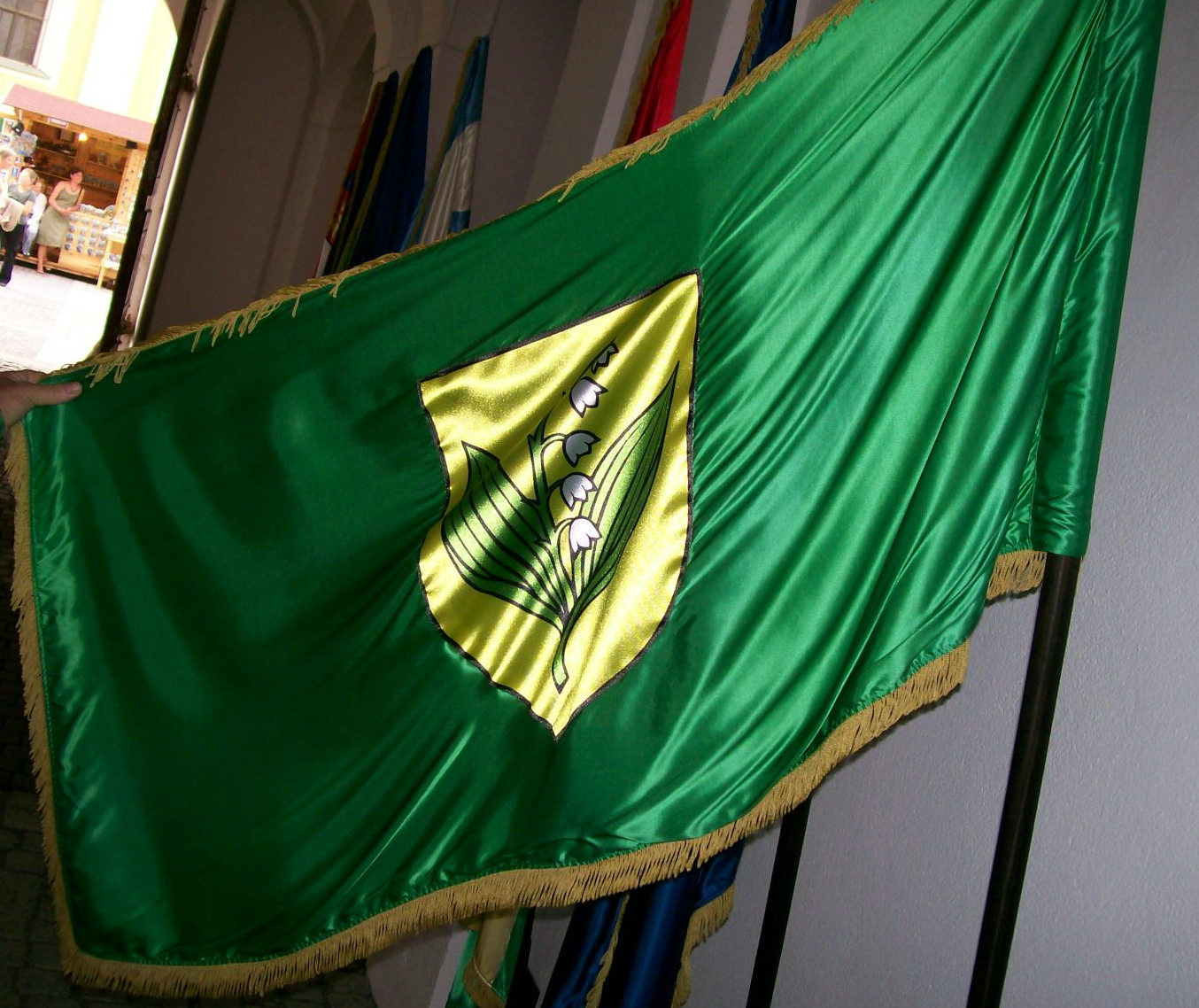
Maruševec
Novi Marof
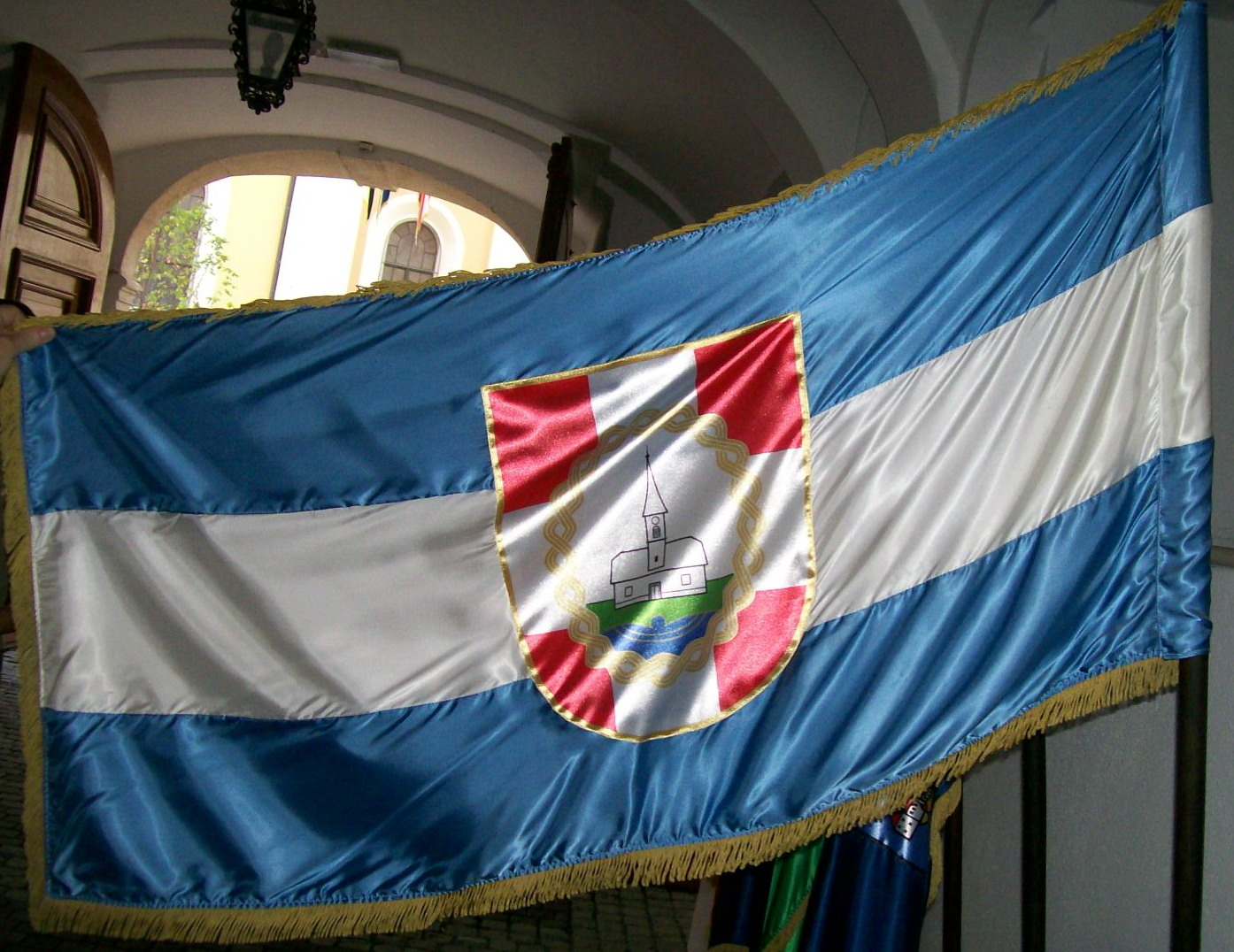
Petrijanec
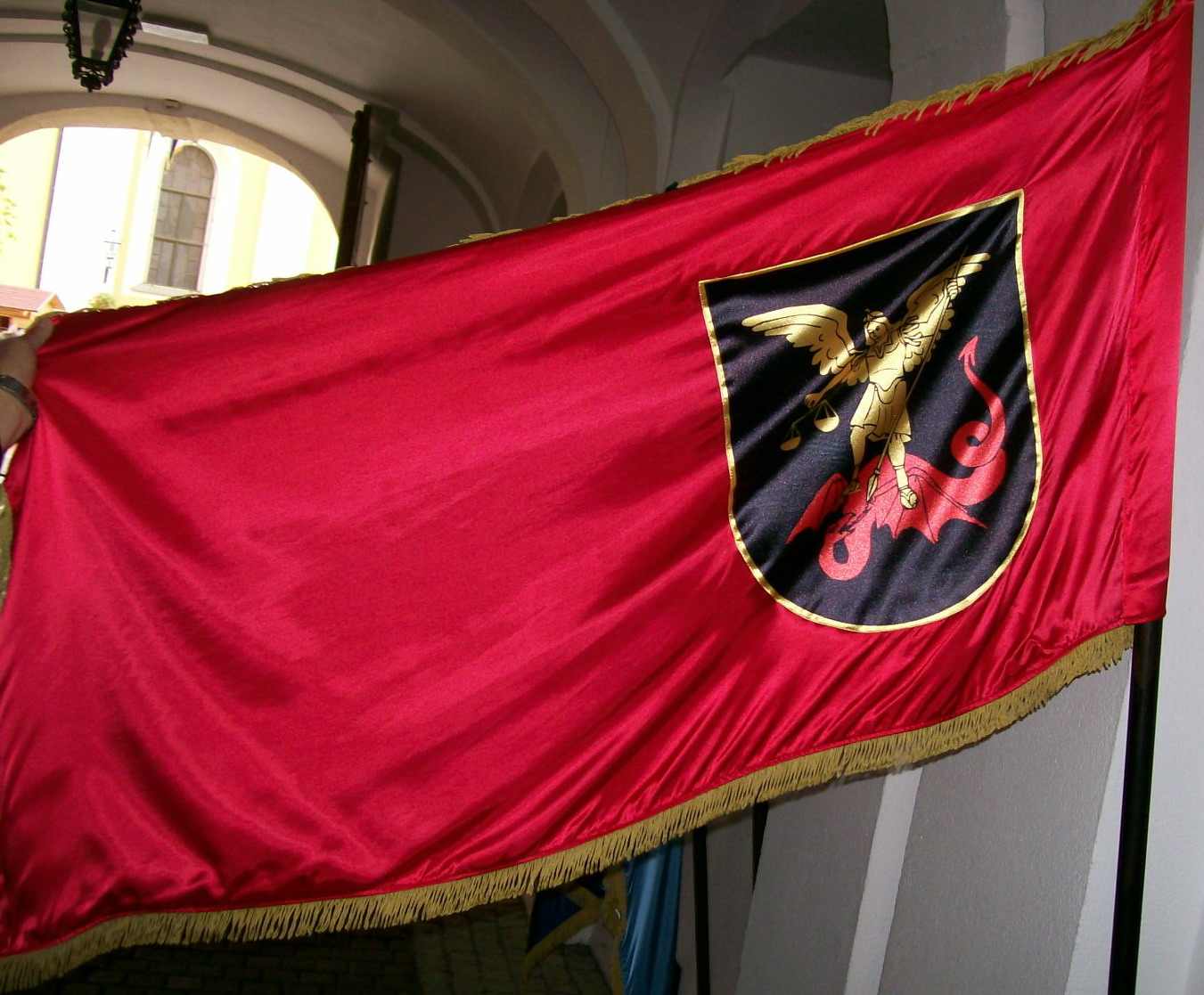
Sračinec
Sveti Đurđ
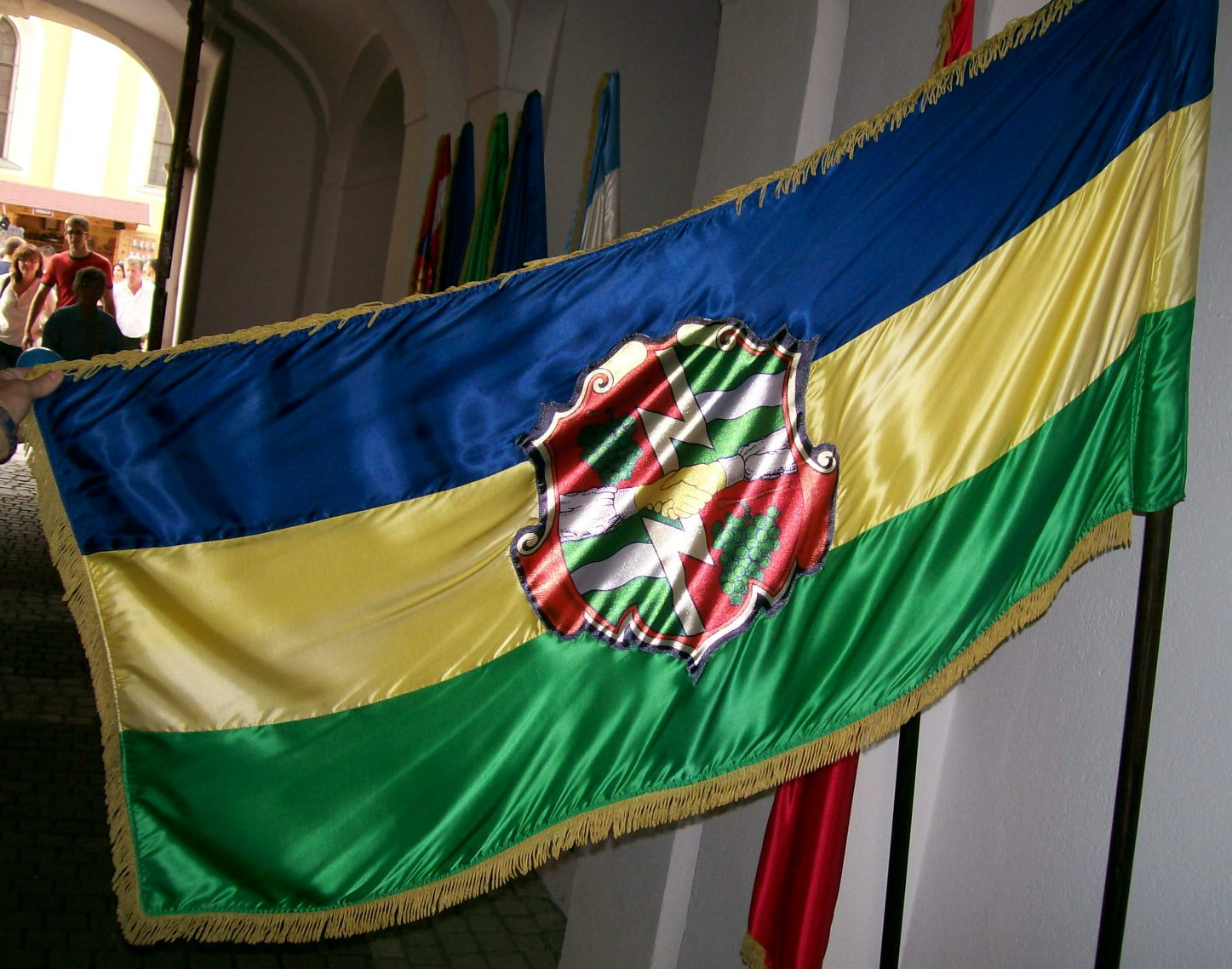
Sveti Ilija
Trnovec Bartolovečki
Varaždin
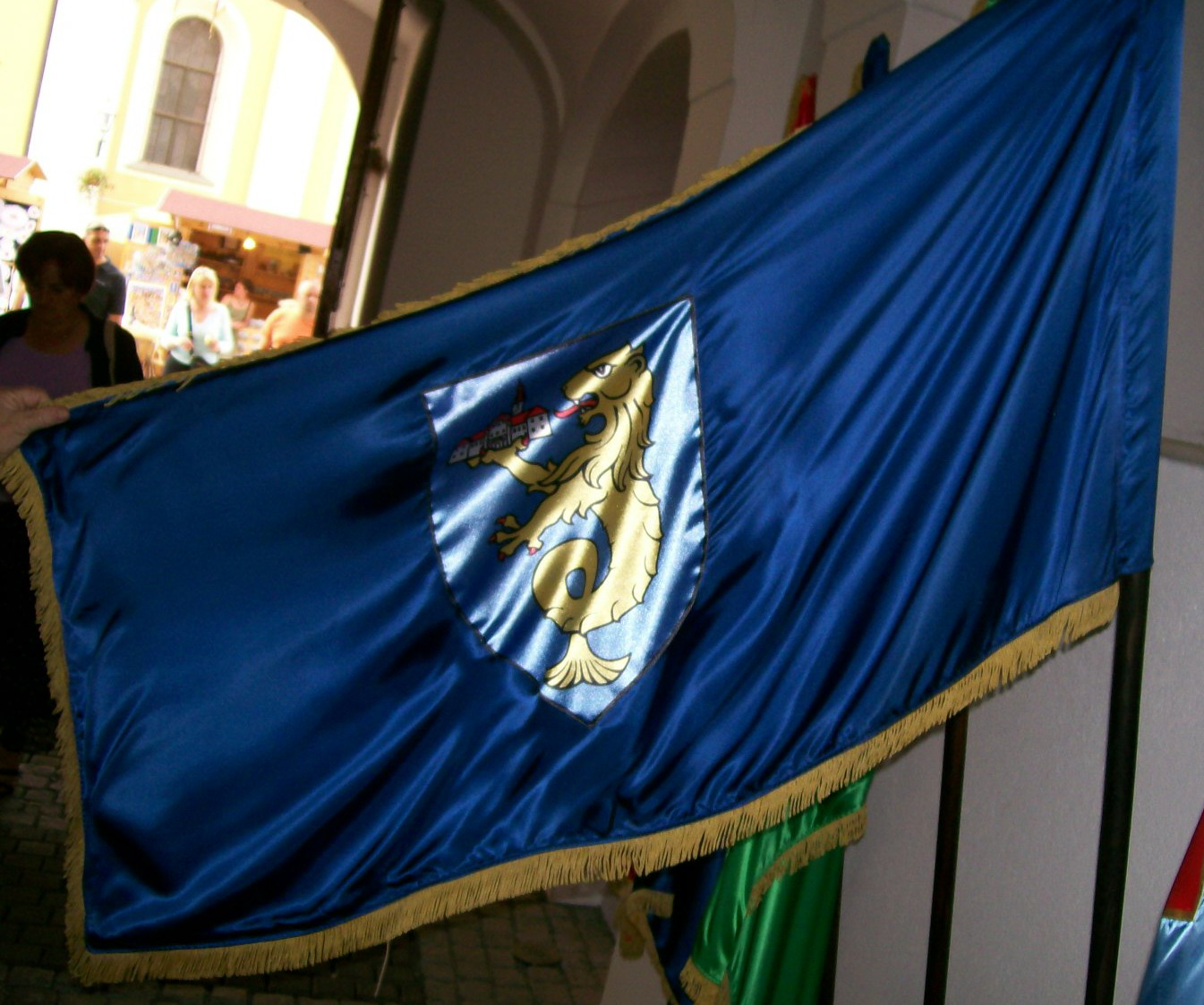
Varaždinske Toplice
Veliki Bukovec
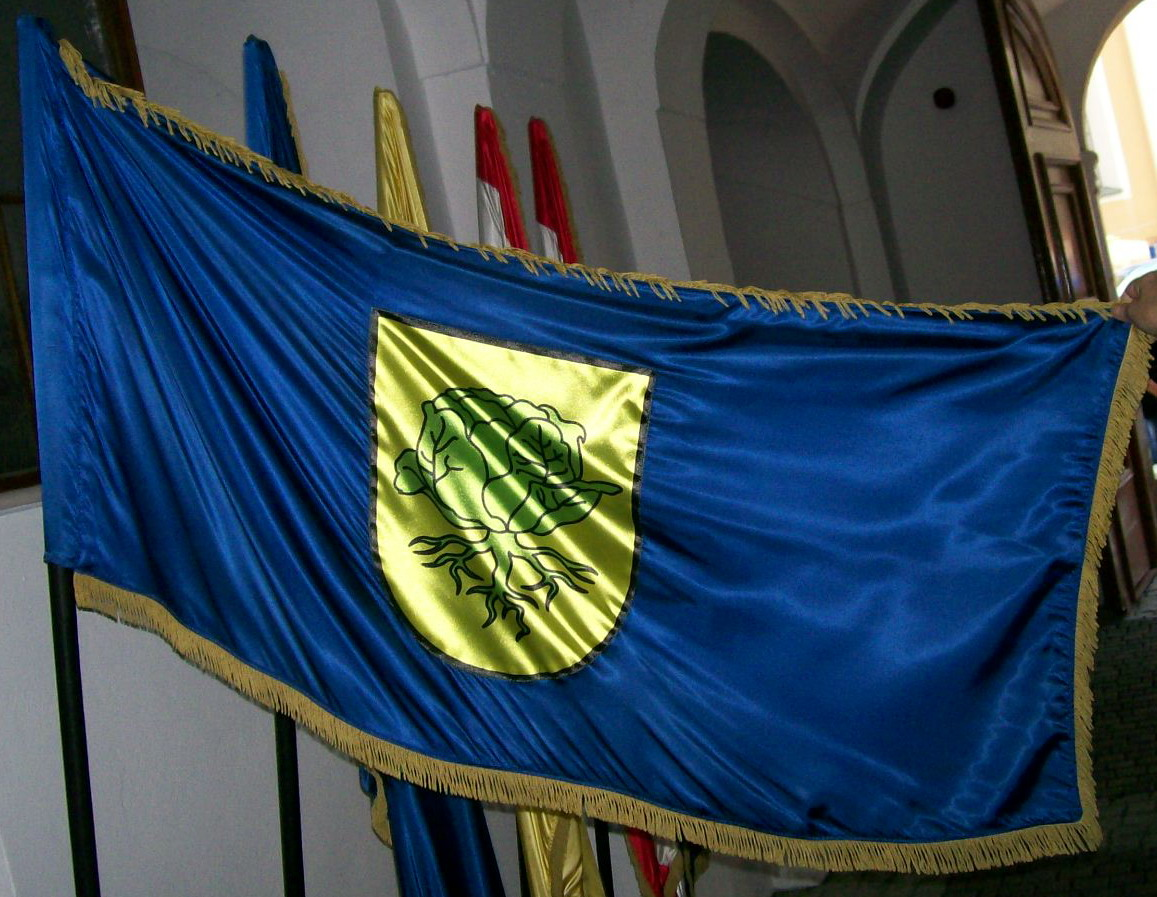
Vidovec
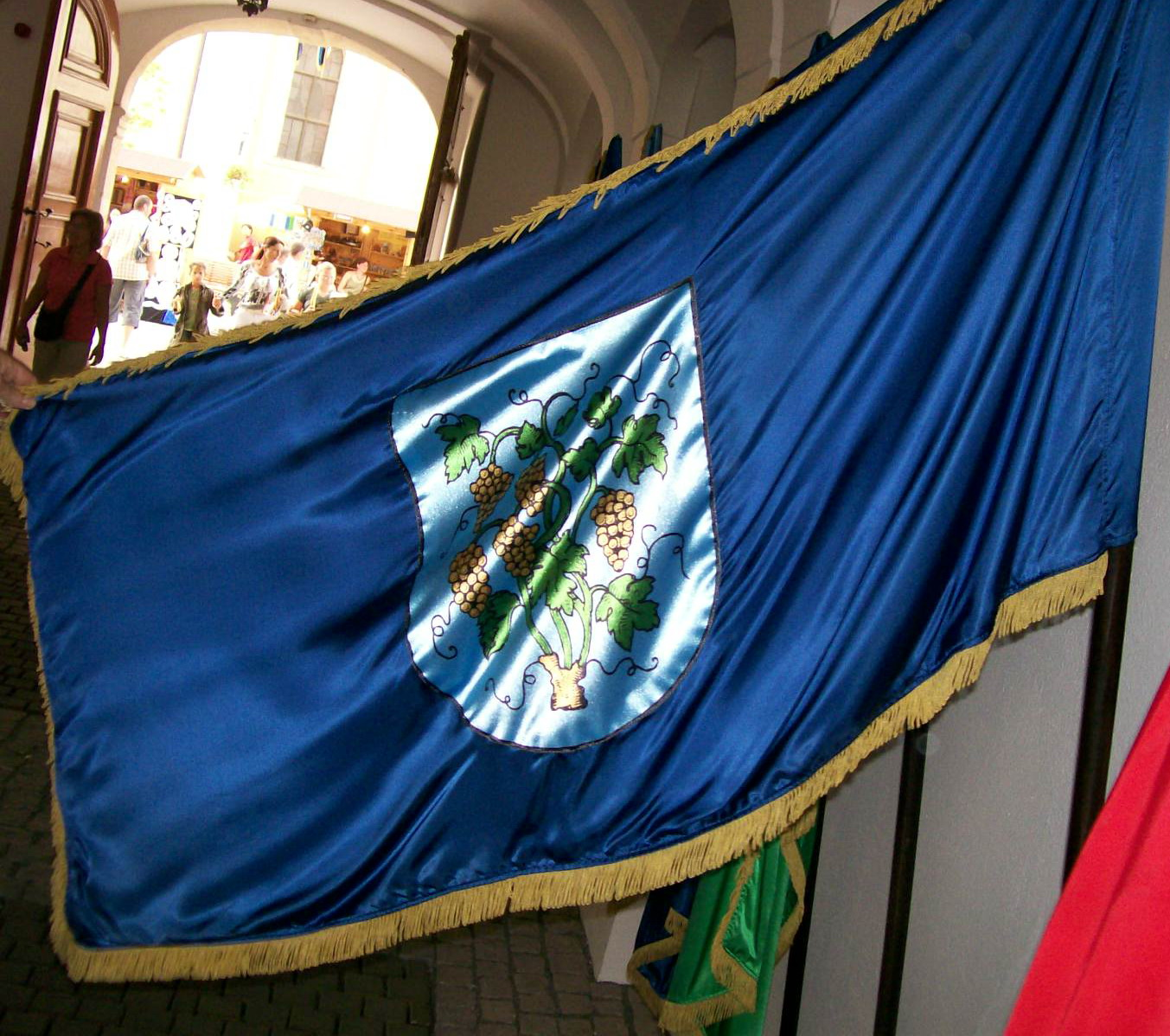
Vinica
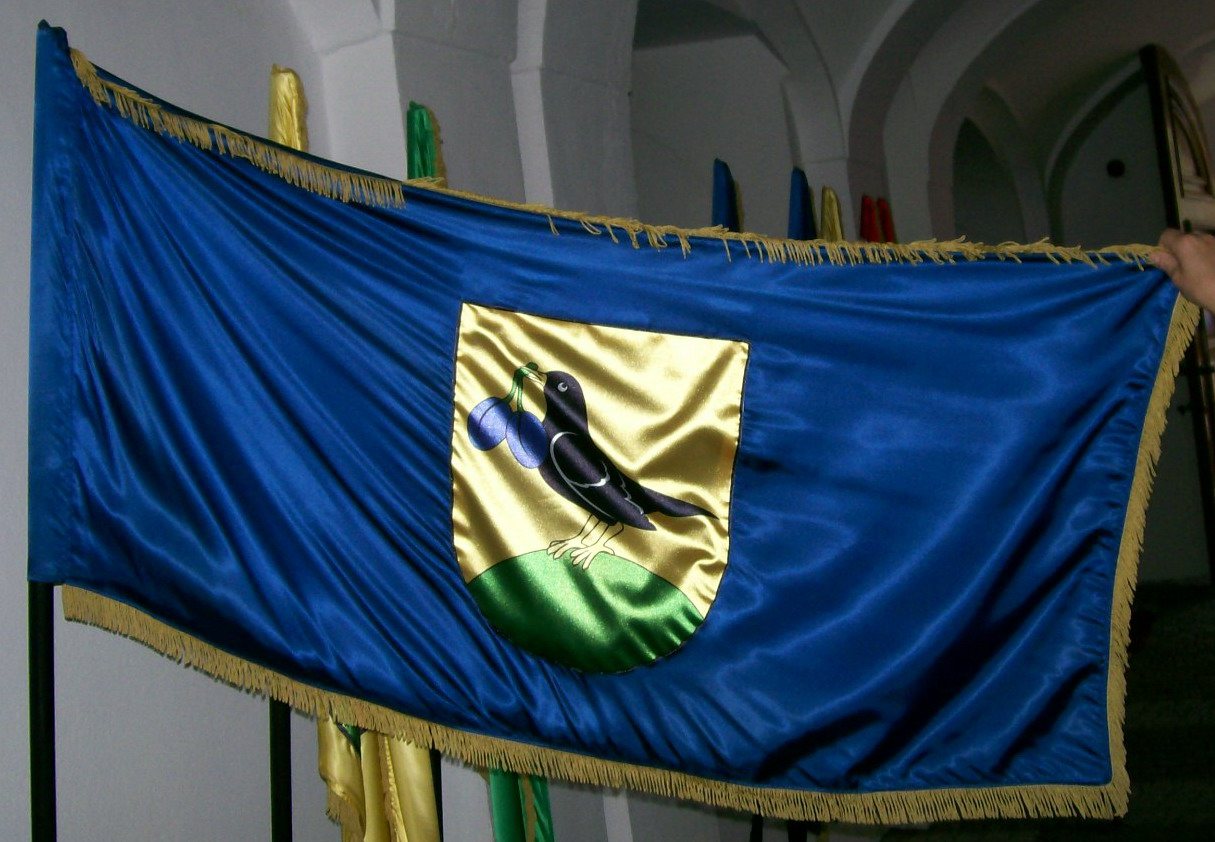
Visoko

## Virovitica-Podravina

Crnac
Čačinci
Čađavica
Gradina
Lukač
Mikleuš
Nova Bukovica
Orahovica
Pitomača
Slatina
Sopje
Suhopolje
Špišić Bukovica
Voćin
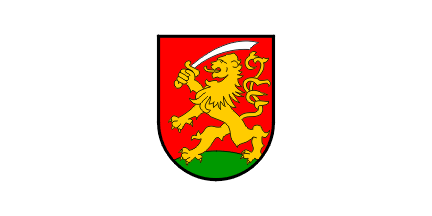
Virovitica
Zdenci

## Vukovar-Srijem

Andrijaševci
Babina Greda
Bogdanovci
Borovo
Bošnjaci
Cerna
Drenovci
Gradište
Gunja
Ilok
Ivankovo
Jarmina
Lovas
Markušica
Negoslavci
Nijemci
Nuštar
Otok
Privlaka
Stari Jankovci
Stari Mikanovci
Štitar
Tompojevci
Tordinci
Tovarnik
Trpinja
Vinkovci
Vođinci
Vrbanja
Vukovar
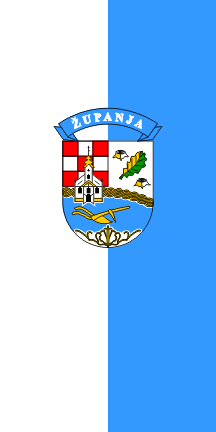
Županja

## Zadar

Benkovac
Bibinje
Biograd na Moru
Galovac
Gračac
Jasenice
Kali
Kolan
Kukljica
Lišane Ostrovičke
Nin
Novigrad
Obrovac
Pag
Pakoštane
Pašman
Polača
Poličnik
Posedarje
Povljana
Preko
Privlaka
Ražanac
Sali
Stankovci
Starigrad
Sukošan
Sveti Filip i Jakov
Škabrnja
Tkon
Vir
Vrsi
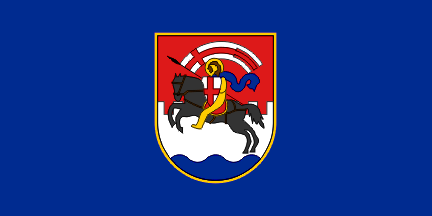
Zadar
Zemunik Donji

## Zagreb (provincie)

Bedenica
Bistra
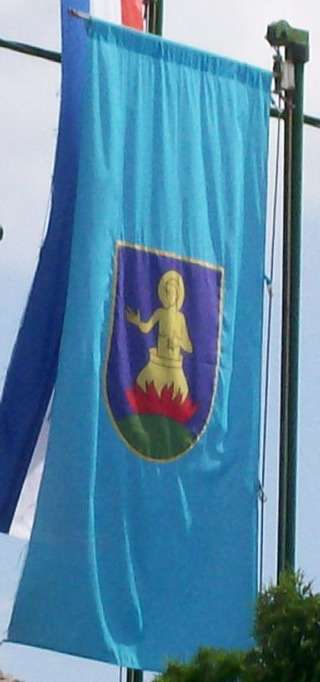
Brdovec
Brckovljani
Dubrava
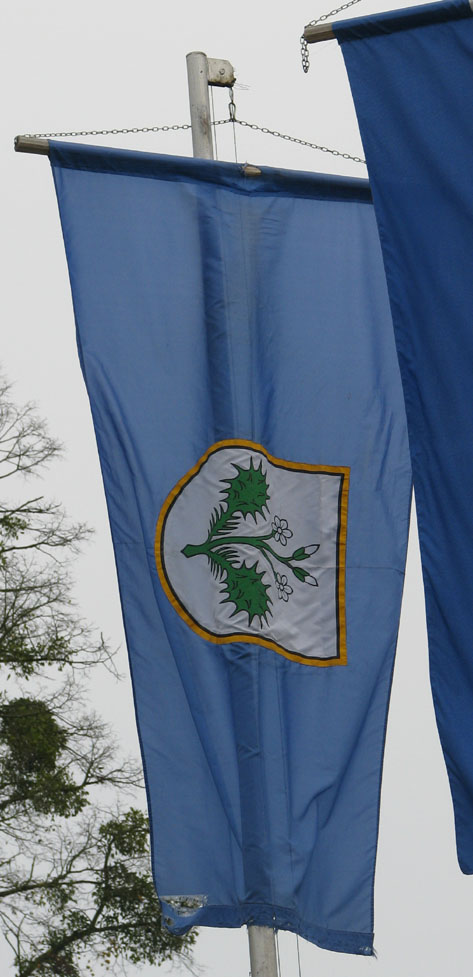
Dubravica
Dugo Selo
Farkaševac
Gradec
Ivanić Grad
Jakovlje
Jastrebarsko
Klinča Sela
Kloštar Ivanić
Krašić
Kravarsko
Križ
Luka
Marija Gorica
Orle
Pisarovina
Pokupsko
Preseka
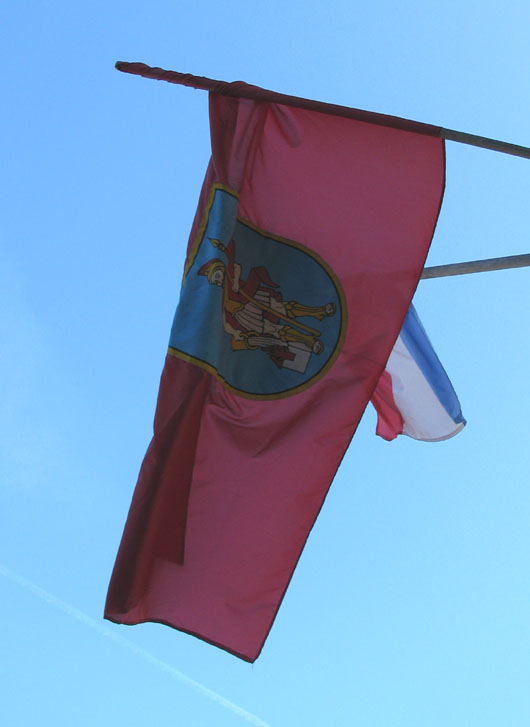
Pušća
Rakovec
Rugvica
Samobor
Stupnik
Sveta Nedelja
Sveti Ivan Zelina
Velika Gorica
Vrbovec
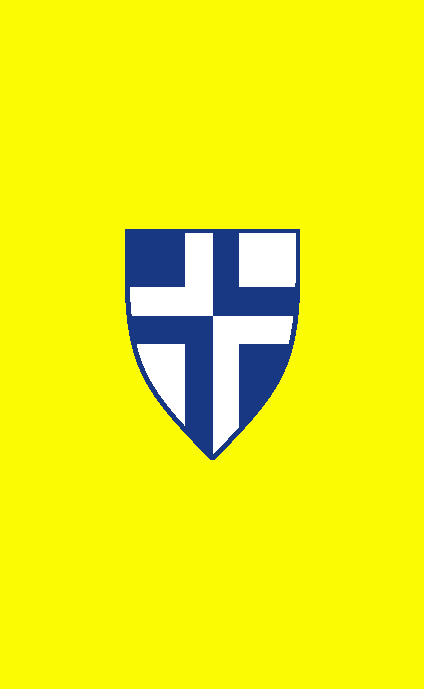
Zaprešić
Žumberak

## Zagreb

Zagreb: Vlag

Andorra · Armenië · België · Bosnië en Herzegovina · Brazilië · Bulgarije · Canada · Chili · Colombia · Costa Rica · Denemarken · Duitsland · El Salvador · Estland · Frankrijk · Georgië · Indonesië · Italië · Kroatië · Letland · Liechtenstein · Litouwen · Luxemburg · Malta · Mexico · Montenegro · Nederland · Noord-Macedonië · Noorwegen · Oekraïne · Oostenrijk · Polen · Portugal · Roemenië · Rusland · San Marino · Servië · Slowakije · Spanje · Tsjechië · Venezuela · Verenigd Koninkrijk · Verenigde Staten · Wit-Rusland · Zimbabwe · Zwitserland
Historisch: België · Nederland
Zie ook: Vlaggenlijsten (per land) · Vlaggen van afhankelijke gebieden · Vlaggen van subnationale entiteiten (per land) · Lijst van vlaggen van hoofdsteden